# Textur (Oberflächenattribut)

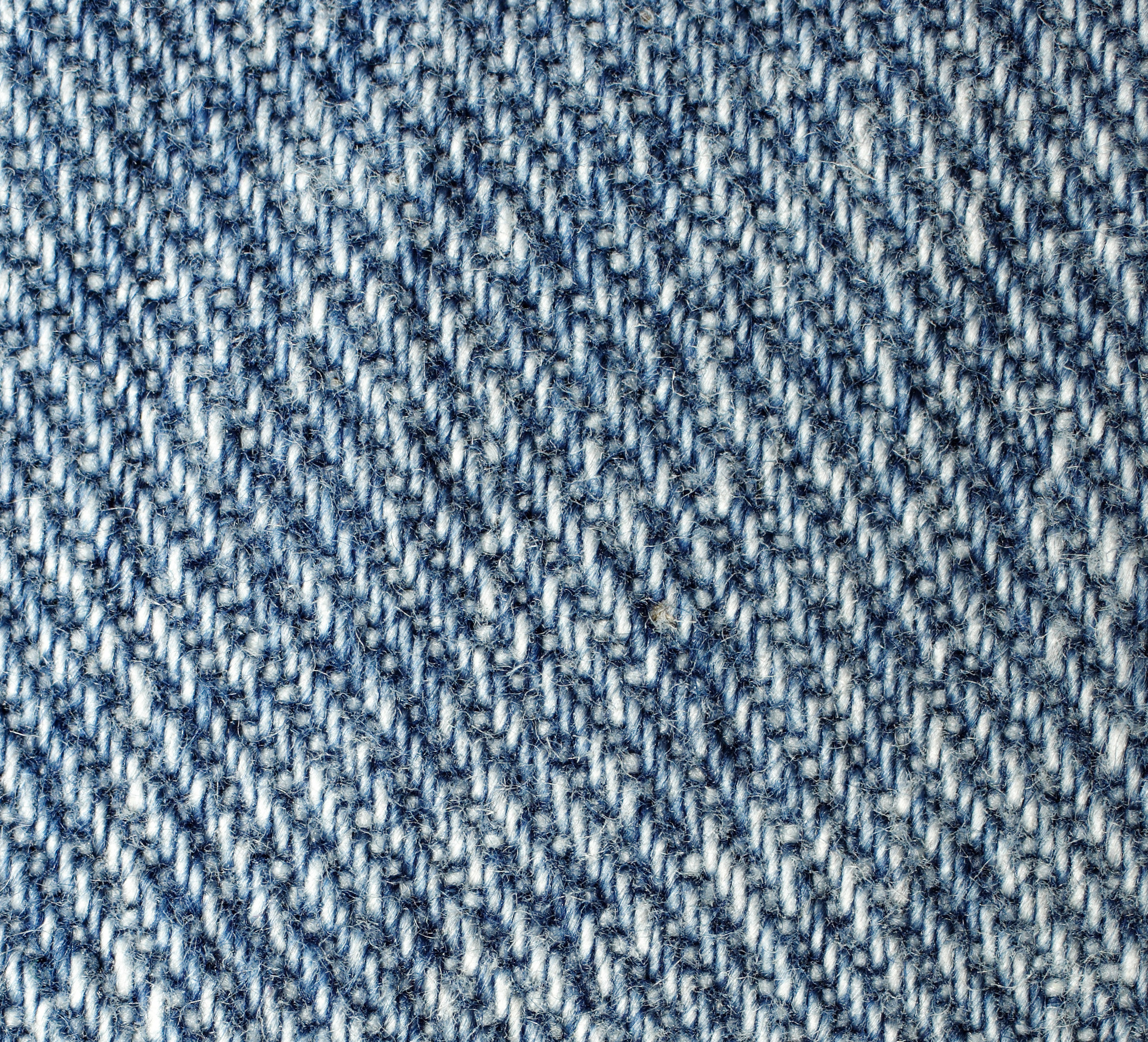
Textur eines Denimstoffes (Jeansstoff).

Die Textur (von lateinisch textūra: Bauart, Gewebe, das Weben, Zusammenfügung, englisch: texture) bezeichnet die Oberflächenstruktur bzw. die Beschaffenheit von Oberflächen eines Gegenstandes. Ursprünglich stammt der Begriff aus der Textilindustrie. Die Textur spielt eine Rolle in der Natur, in der Architektur (Herstellung und Verwendung von Baumaterialien), im Design (bei Gebrauchsgegenständen) und in der Kunst (Malerei, Zeichnung, Plastik).

## Textur von Gegenständen
Die Textur bezeichnet meist die Oberflächenstruktur von natürlichen Gegenständen. Das kann das Fell eines Tieres sein, die Haut eines Menschen, die Maserung von Holzflächen oder die mit Pilzen besetzte Oberfläche eines verfaulten Apfels.

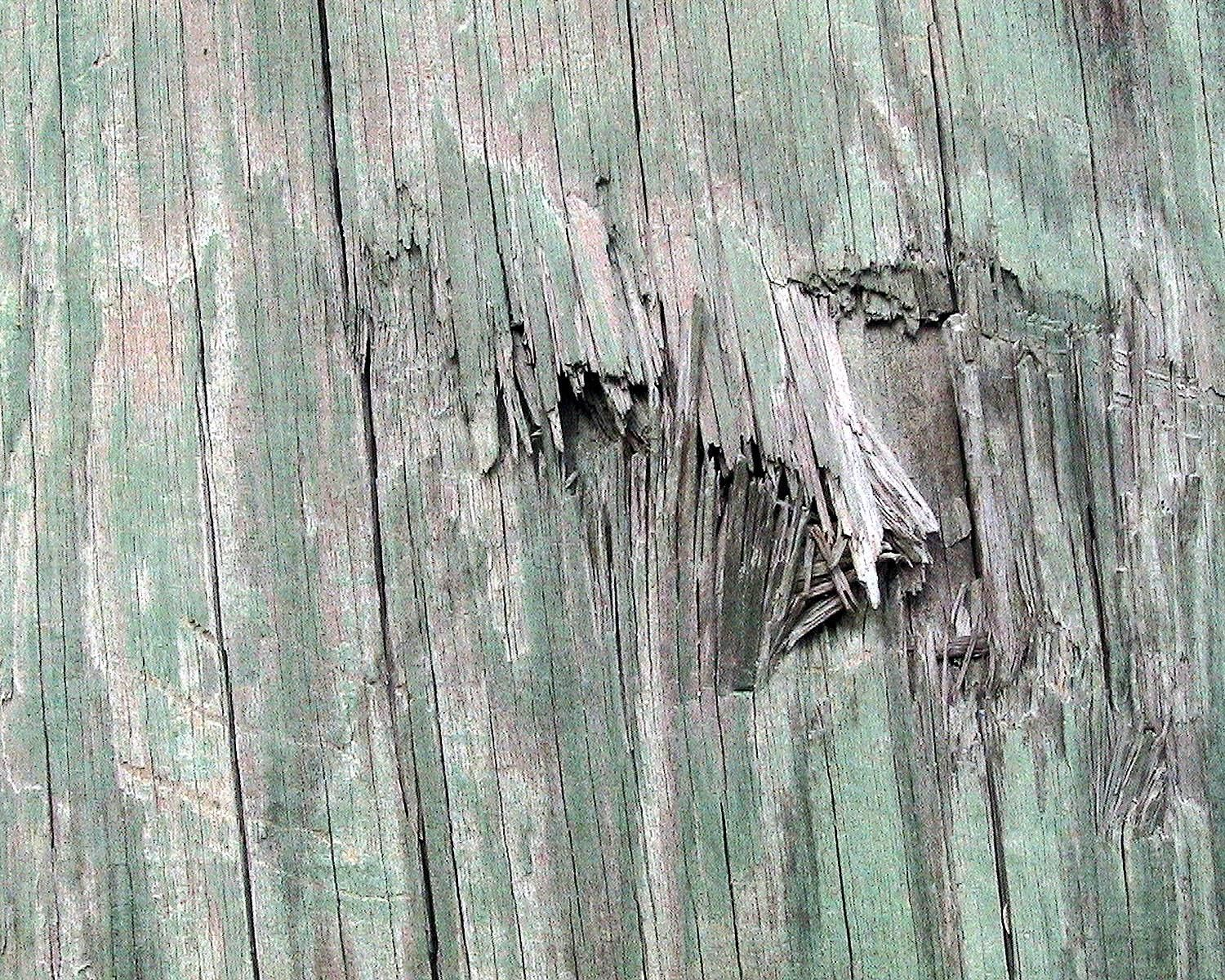
Textur von altem Holz.
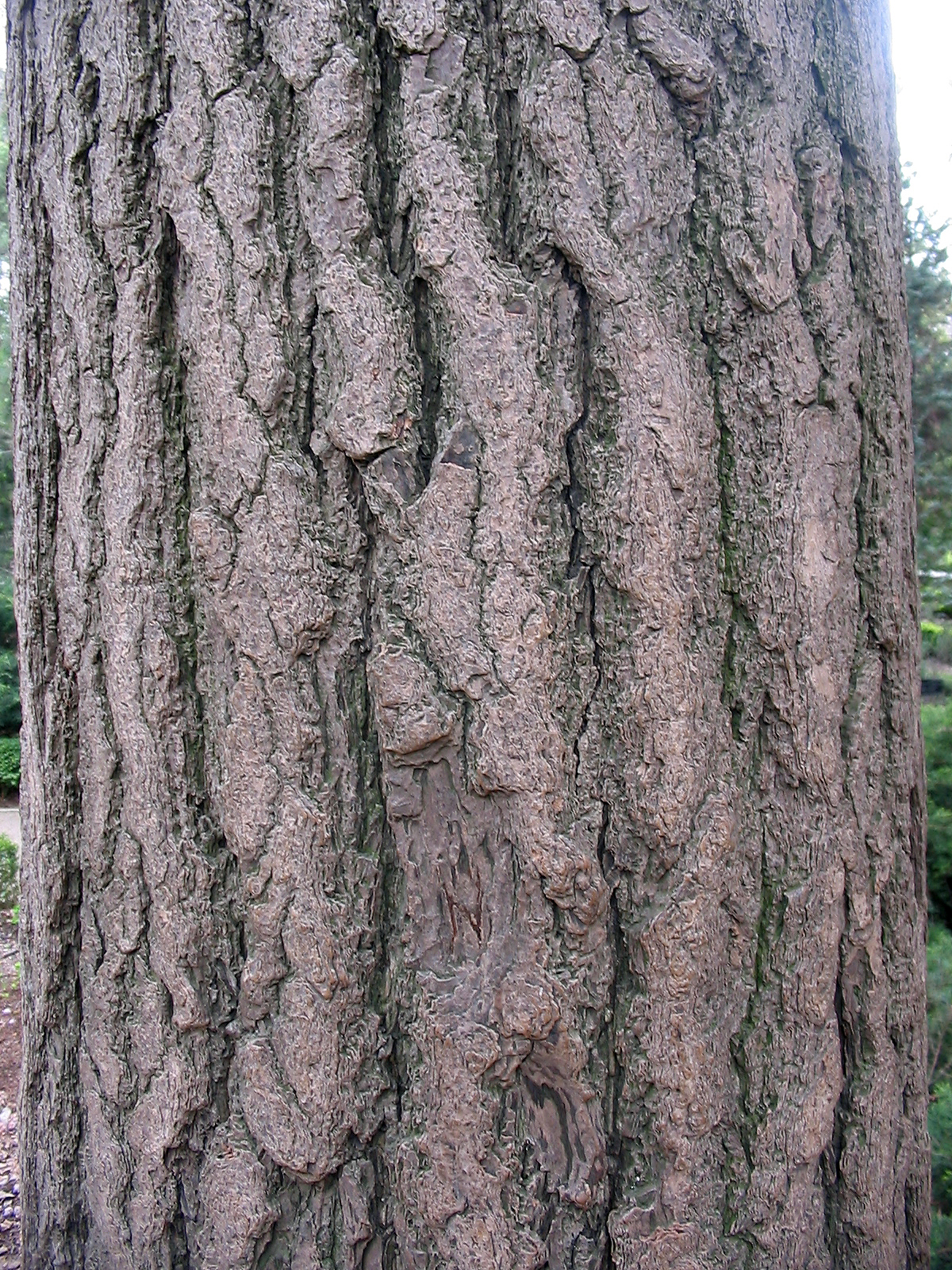
Rinde eines Ginkgobaumes.
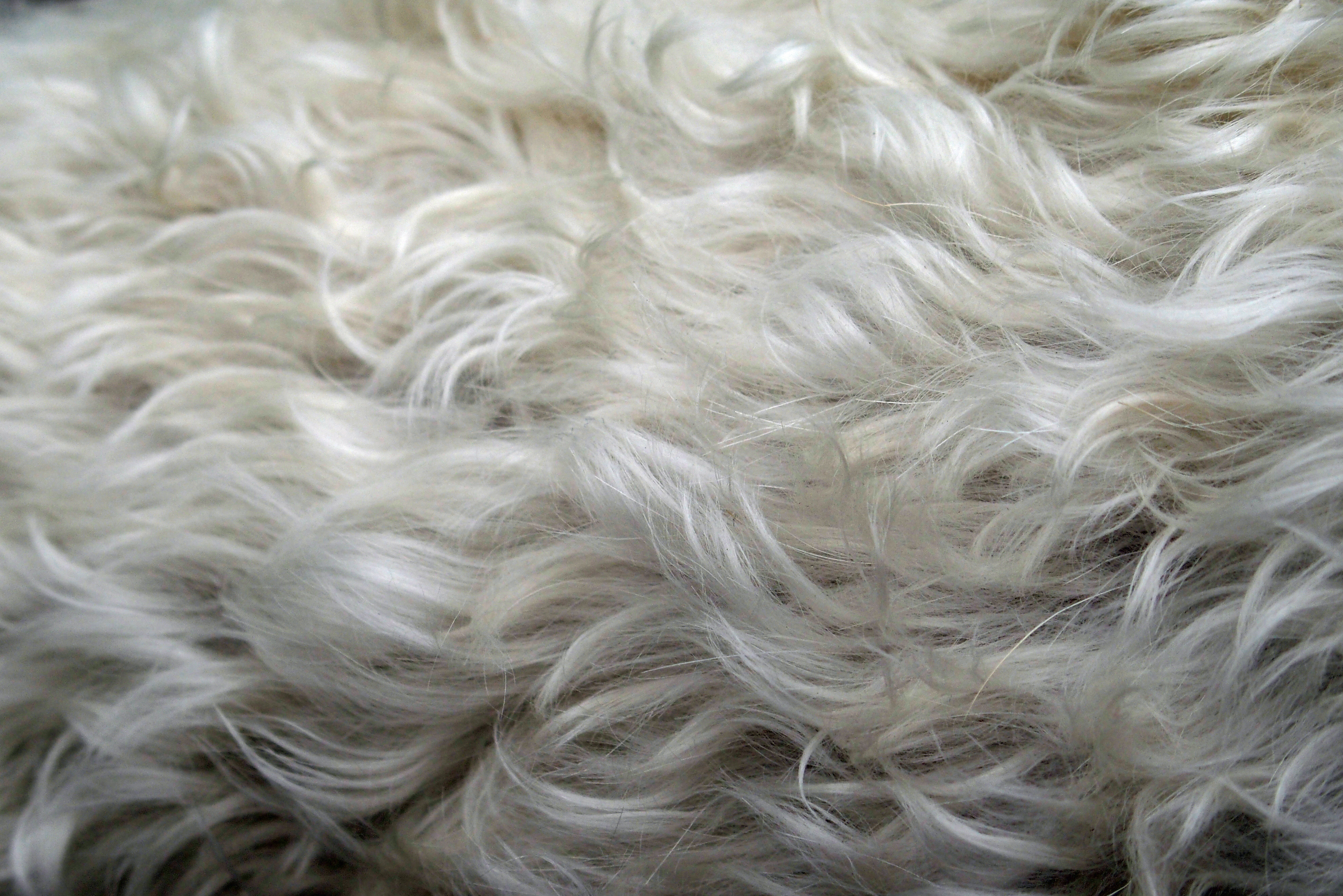
Fell eines Hundes.
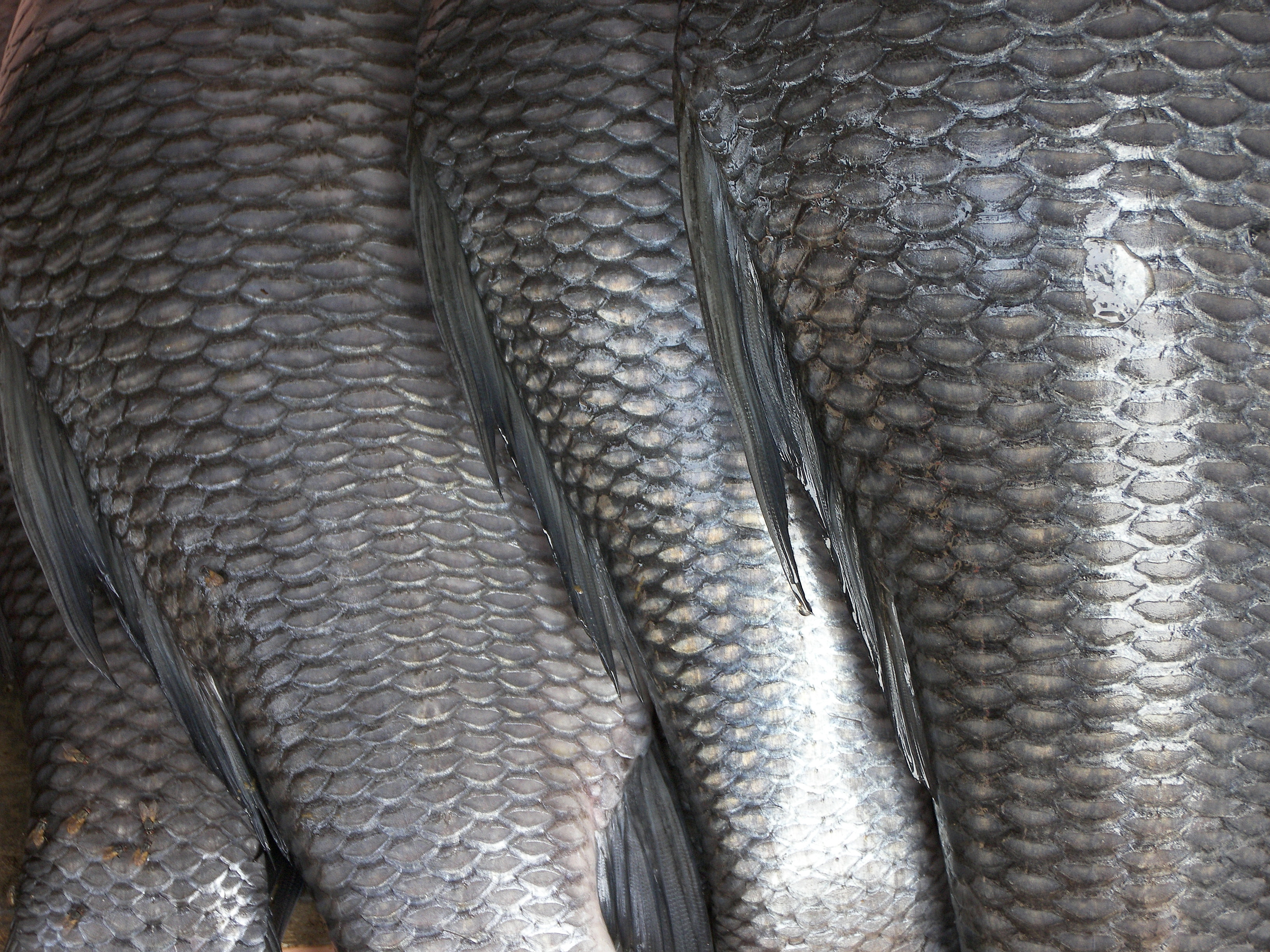
Fischschuppen.
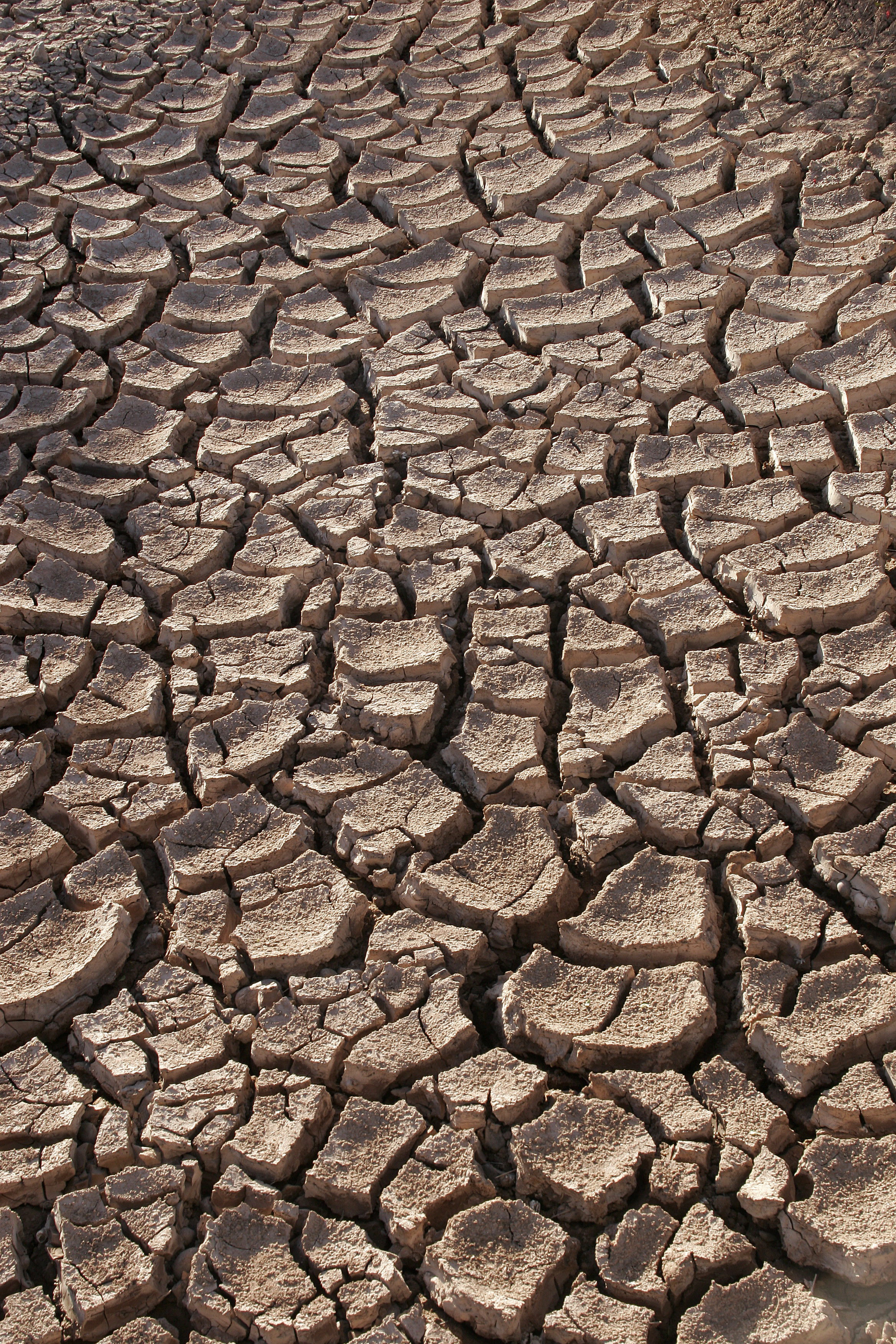
Trockenrisse im Boden.

Daneben kann die Textur auch die äußere Abschlussfläche von künstlichen Gegenständen bezeichnen. Das kann die erhabene Musterung von Gewebe, Tapeten, Textilien, verputzten Wänden oder ein Korbgeflecht sein. Meist verbirgt die Textur die innere Struktur als umschließende Haut, seltener lässt sie die innere Struktur erkennen. Während die samtige Haut eines Pfirsichs keine Informationen zur inneren Struktur zulässt, weist die Textur von Granit auf die innere, körnige Struktur hin.

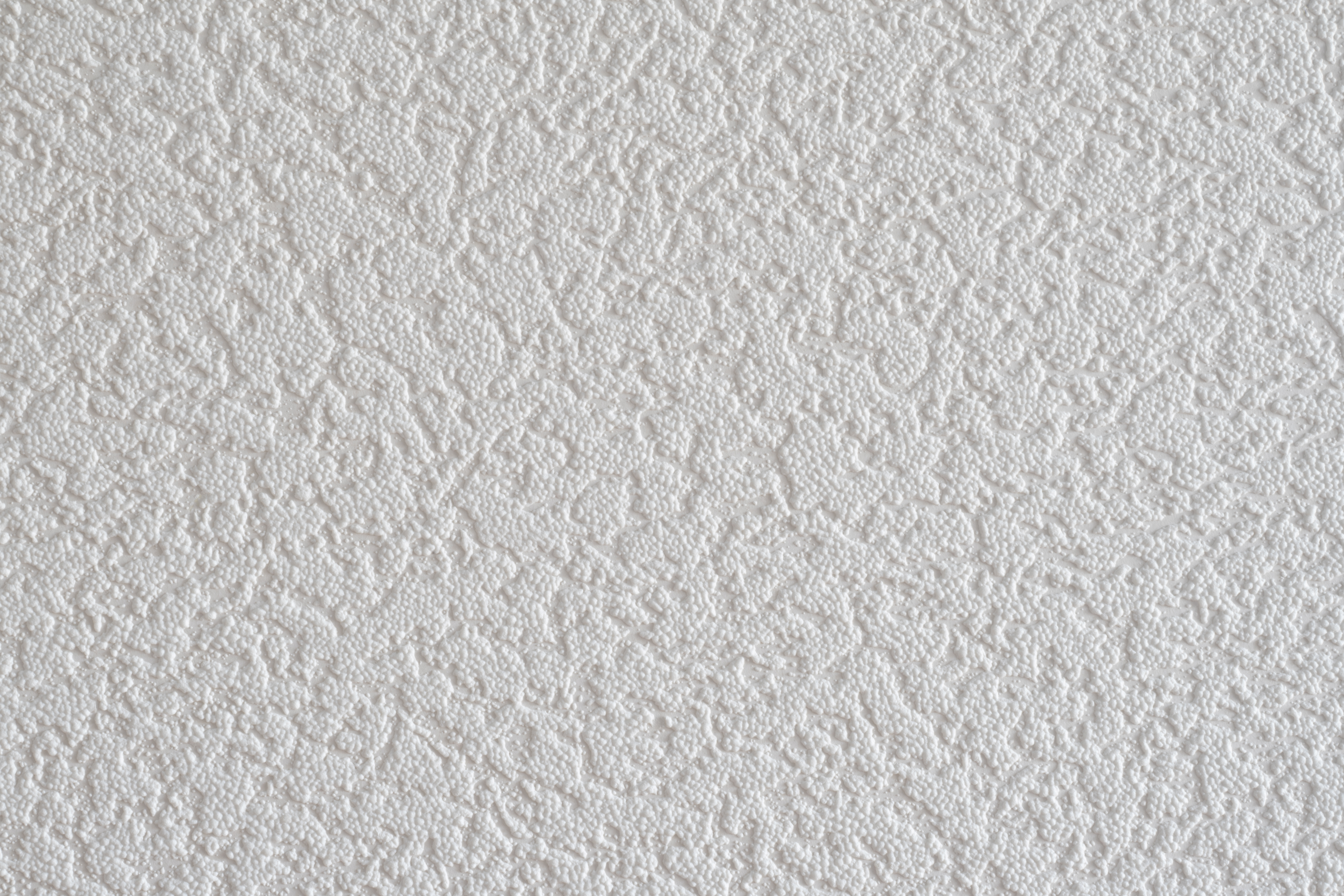
Textur eines künstlichen Gegenstandes, einer Vliestapete.
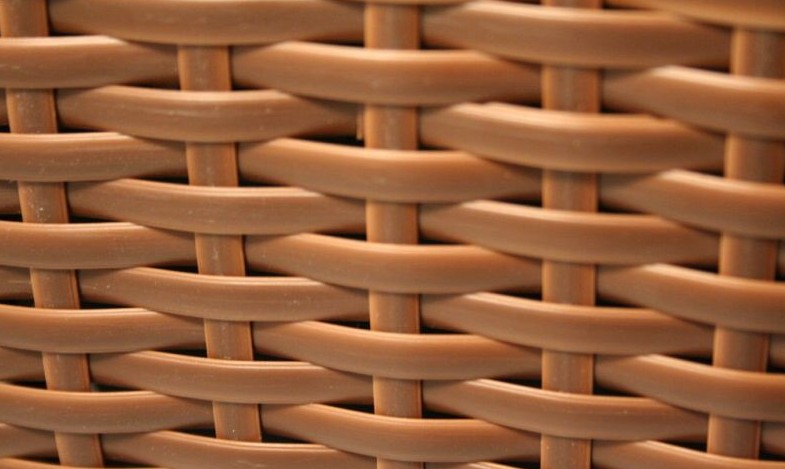
Geflecht aus Polyrattan.
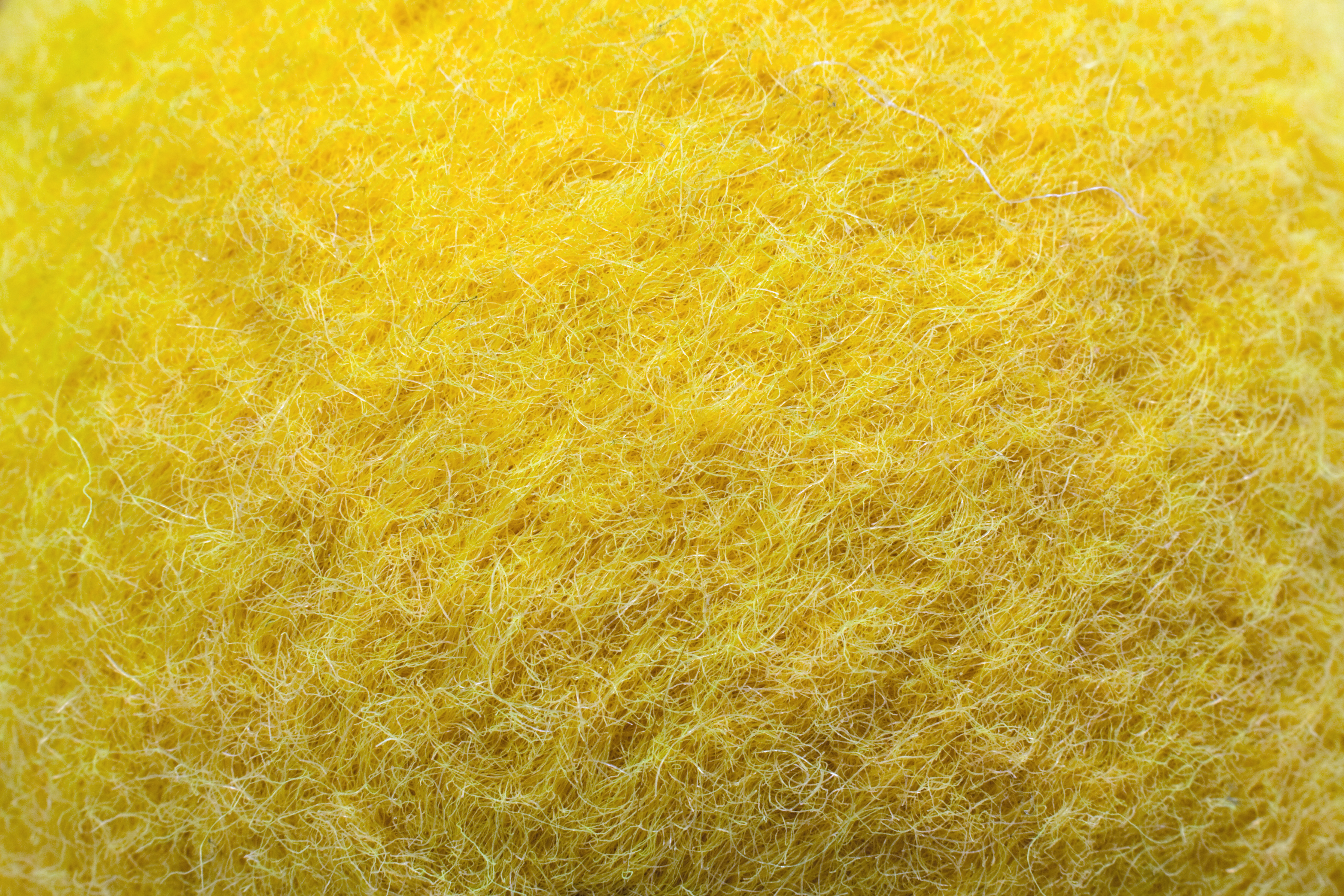
Filzoberfläche eines Tennisballs.
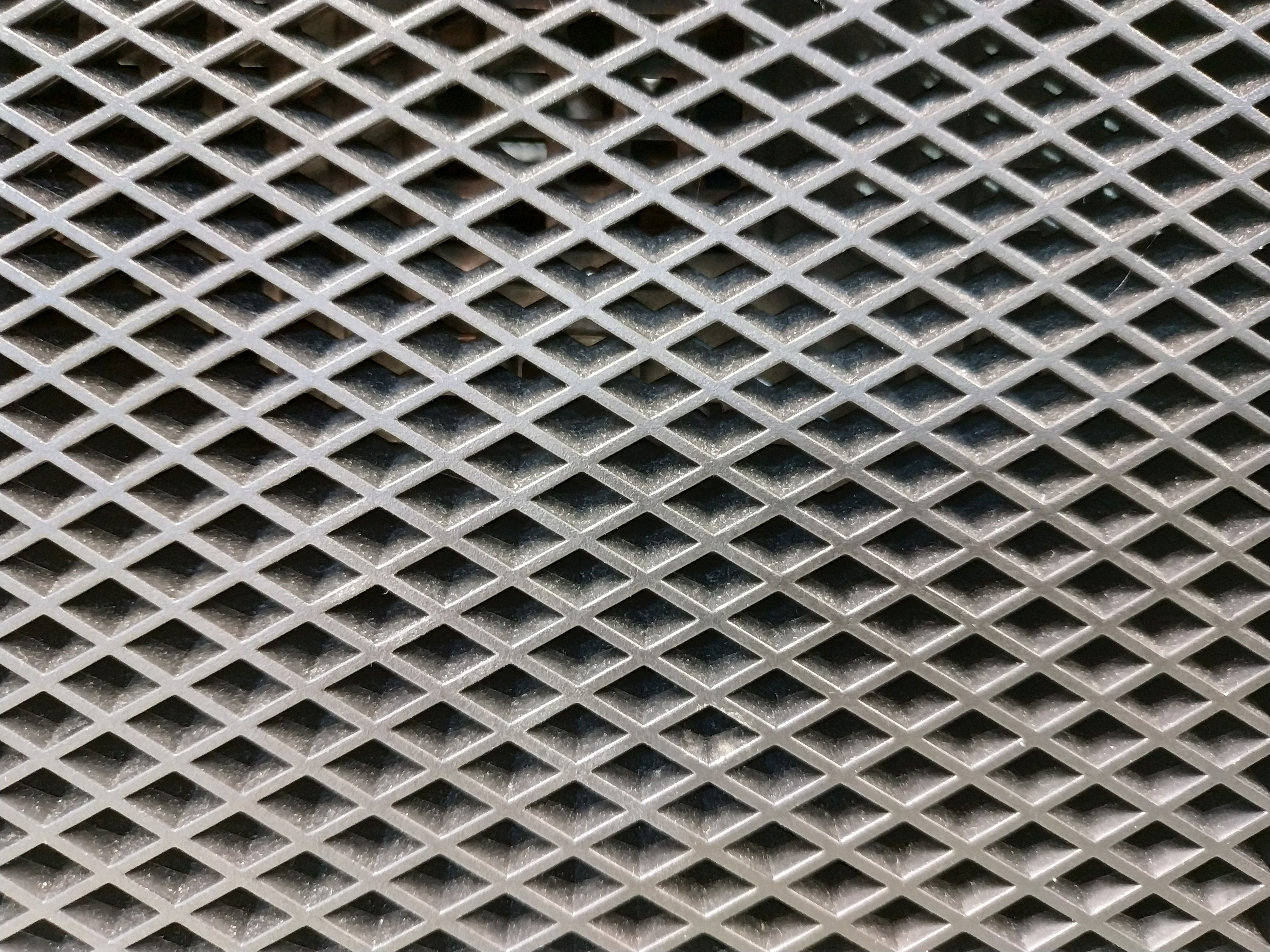
Textur eines Lochblechs (Computer-Lufteinlassgitter) aus Metall mit rautenförmigen Öffnungen.
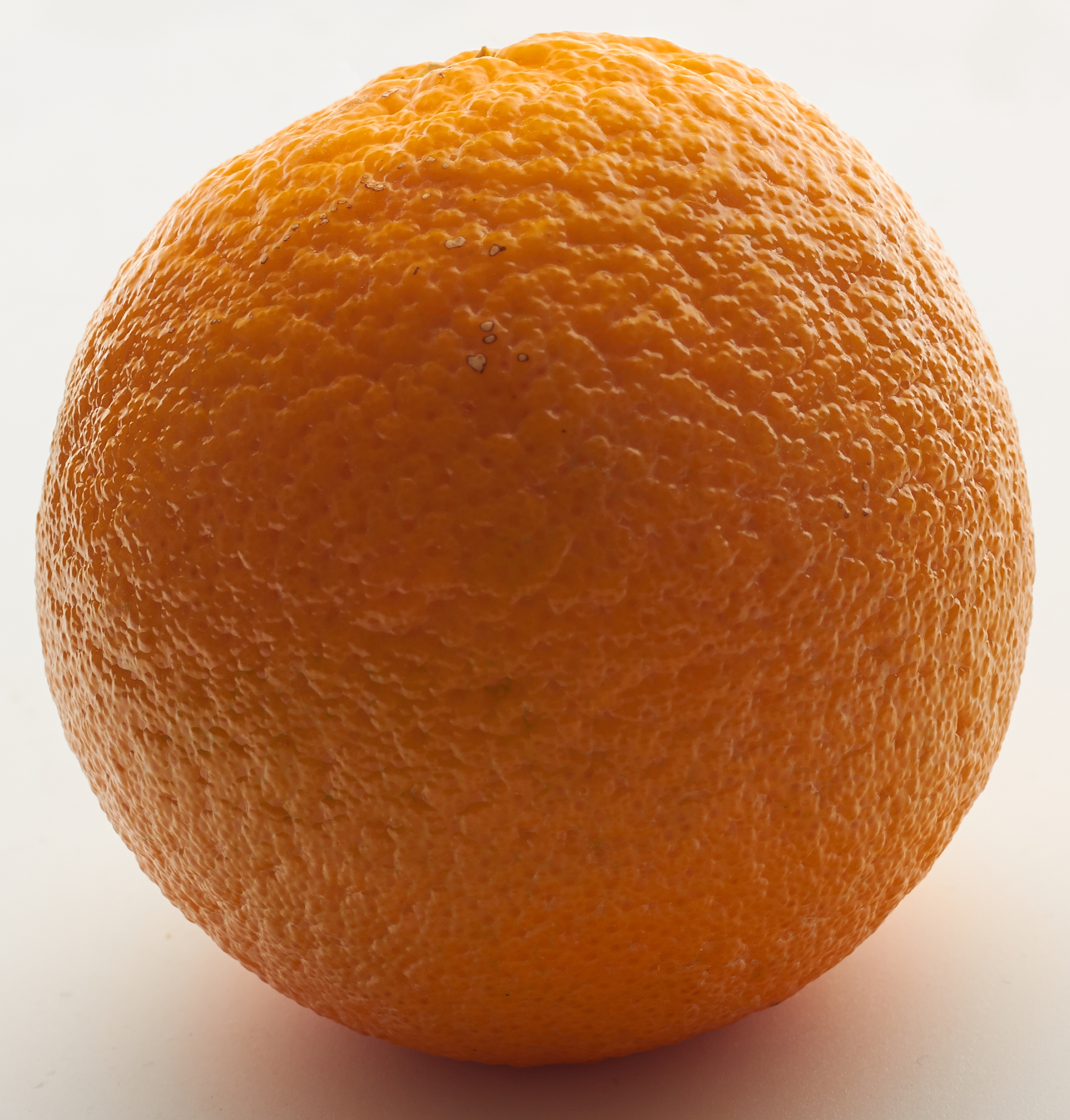
Die mit kleinen Kratern übersäte Textur einer Orangenschale lässt keine Rückschlüsse auf die innere Struktur zu.
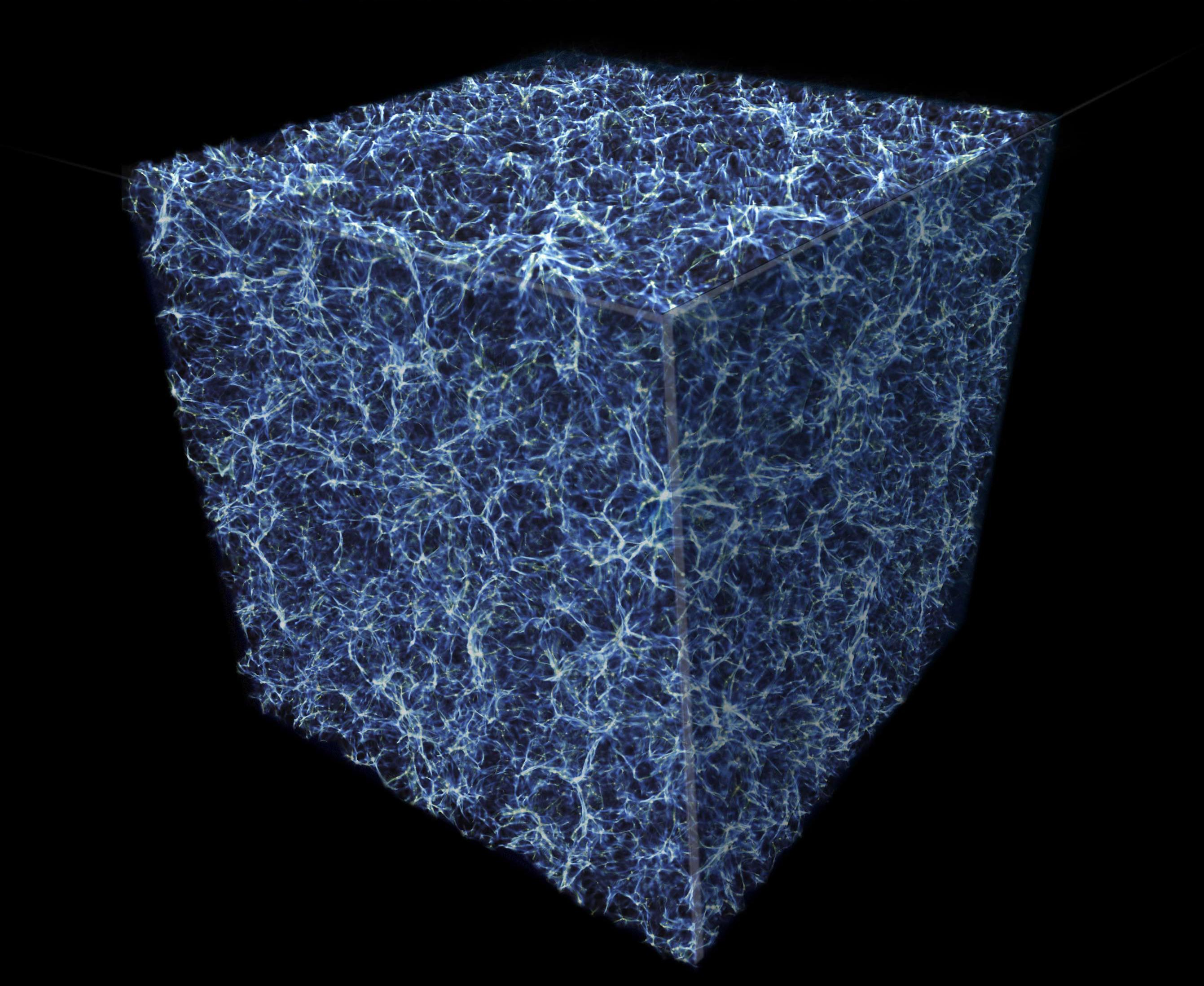
Über die visuelle, außen sichtbare Textur des Würfels lässt sich auf die spinnennetzartige, innere Struktur des Universums schließen.

## Physische und visuelle Textur
Es lassen sich zwei Arten von Texturen unterscheiden: die physische und die visuelle Textur. Die physische Textur (auch fühlbare, haptische, taktile, tatsächliche Textur) beschreibt die dreidimensionale Oberflächenstruktur eines festen Gegenstandes. Sie bezieht sich auf die unmittelbar fühlbare Haptik der Oberfläche, die auch visuell wahrgenommen wird.

Eine rein visuelle Textur (auch implizite, sichtbare Textur) imitiert (simuliert) lediglich den visuellen Eindruck einer physischen Textur von Gegenständen in einem zweidimensionalen Bild. Dieses kann fotografiert, gedruckt, gemalt oder gezeichnet sein. Auch wenn das Bild zweidimensional bleibt, nimmt die Betrachterin oder der Betrachter einen dreidimensionalen Gegenstand wahr. Manchmal geben visuelle Texturen nicht die Oberfläche eines realen Gegenstandes wieder. Stattdessen können sie abstrakt, phantasievoll oder unnatürlich gestaltet sein, um einen Gegenstand interessanter aussehen zu lassen oder um einen bestimmten Effekt zu erzeugen.

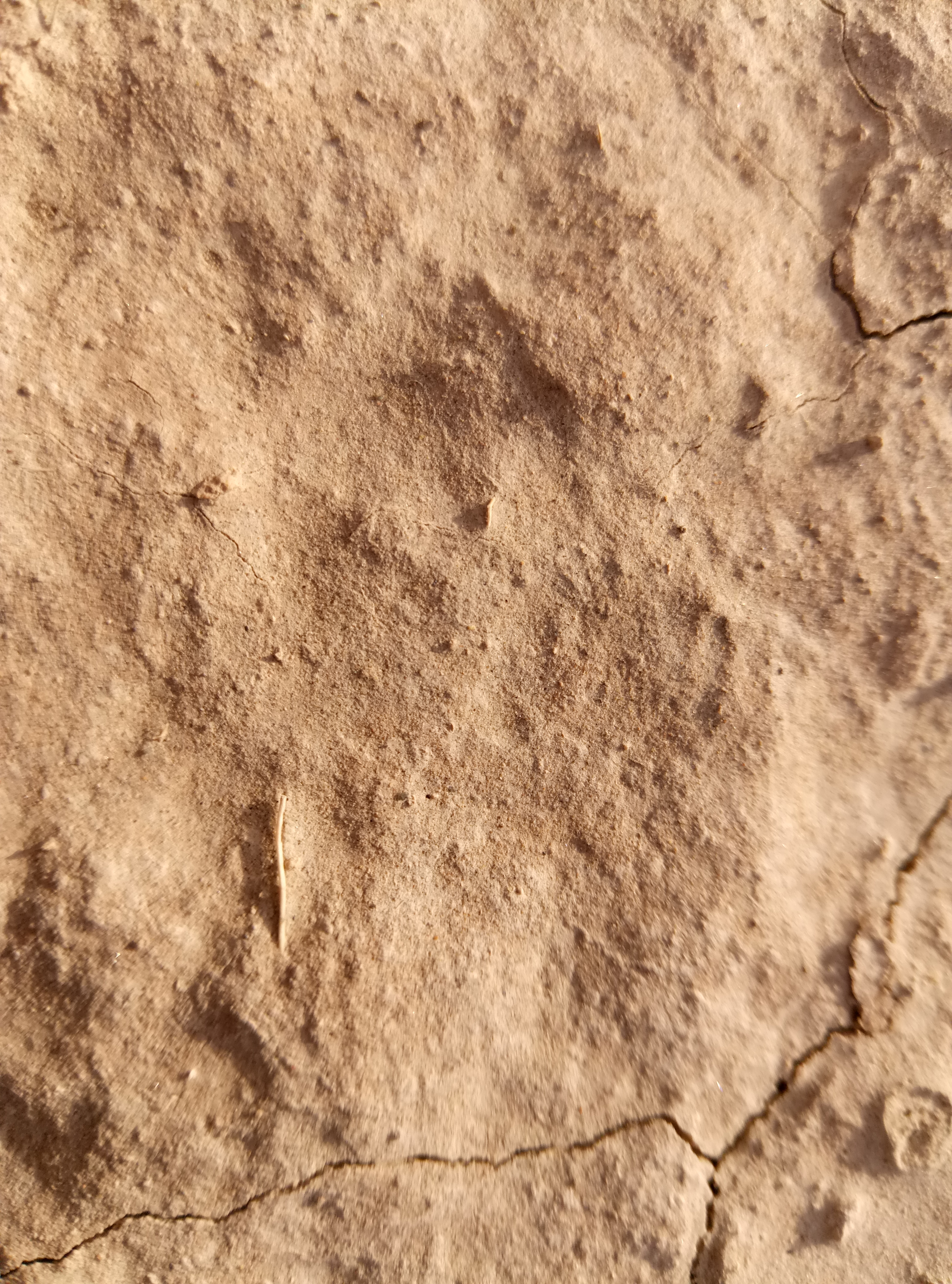
Physische Textur einer Steinwand. (Da es eine Fotografie ist, handelt es sich eigentlich natürlich um eine visuelle Textur.)
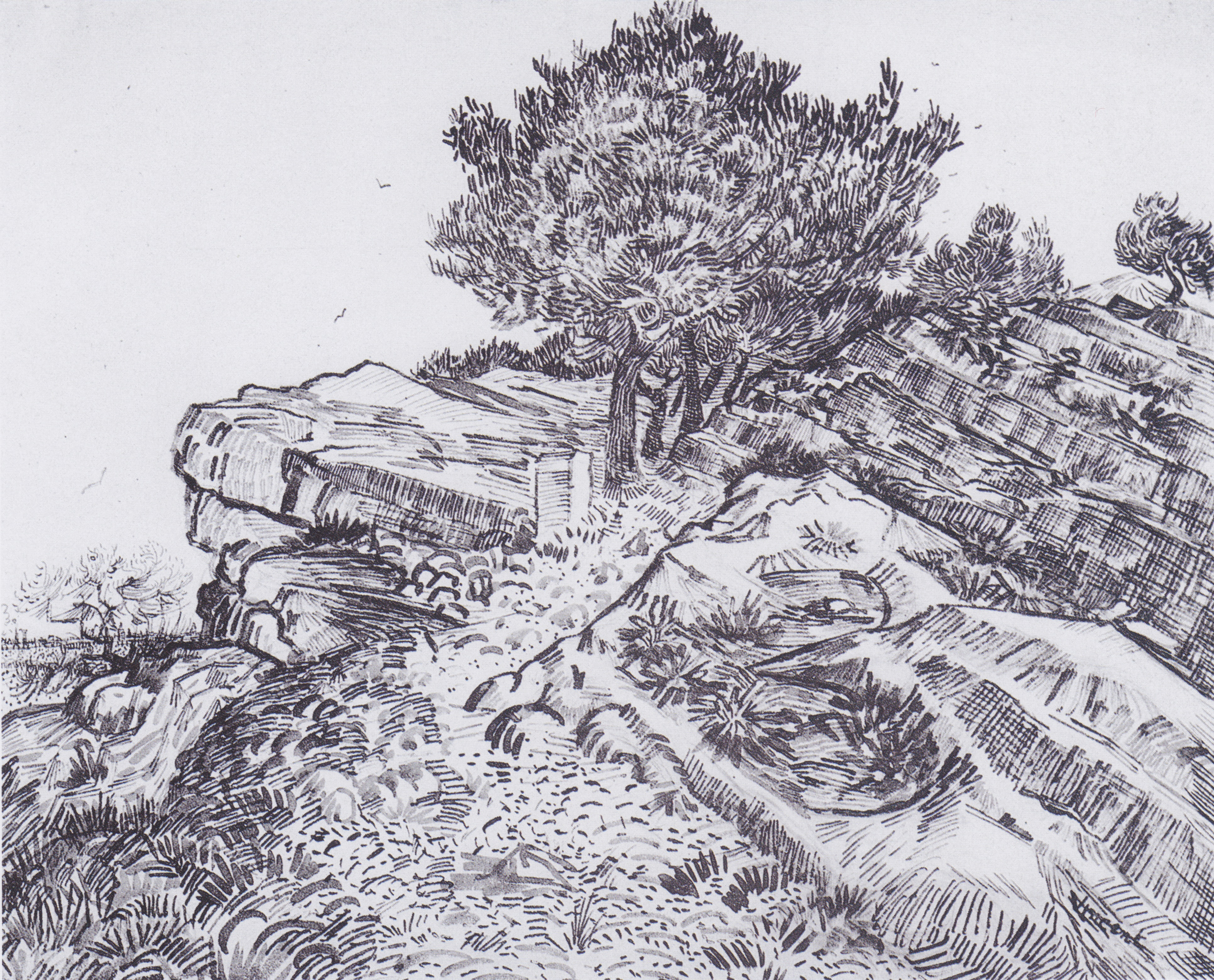
Verschiedene visuelle Texturen in einer Zeichnung. Vincent van Gogh: Felshügel mit Bäumen – Montmajour, 1888.
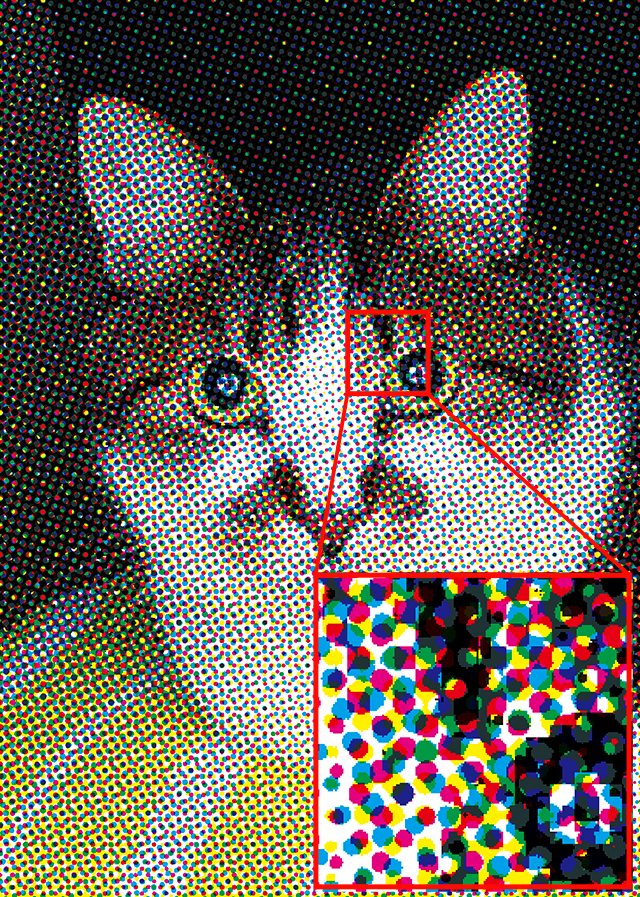
Visuelle Textur aus Punkten bei dem Offsetdruck (Vierfarbdruck), Bild einer Katze.
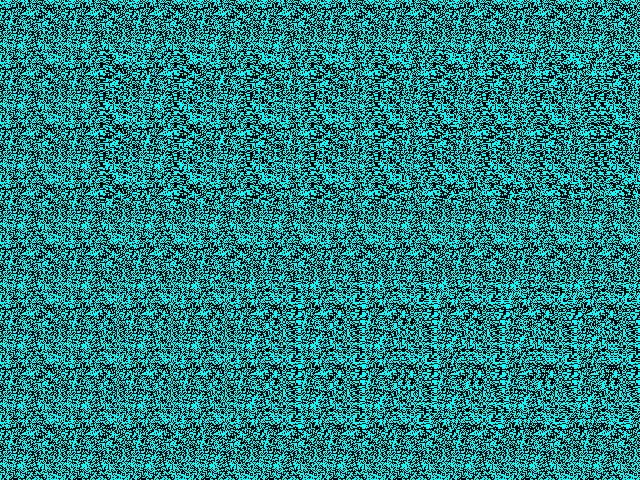
Abstrakte, visuelle Textur. Betrachtet man das Bild starr und gleichzeitig entspannt, sieht man ein dreidimensionales Illusionsbild.

## Vergängliche Textur
Einen Sonderfall bilden flüssige und gasförmige Gegenstände wie Blasen, Feuer, Flüssigkeiten, Rauch, Schaum, Wasser und Wolken. Da die Texturen vergänglich sind, lassen sie sich nicht physisch durch Berühren erfassen, sondern nur visuell.

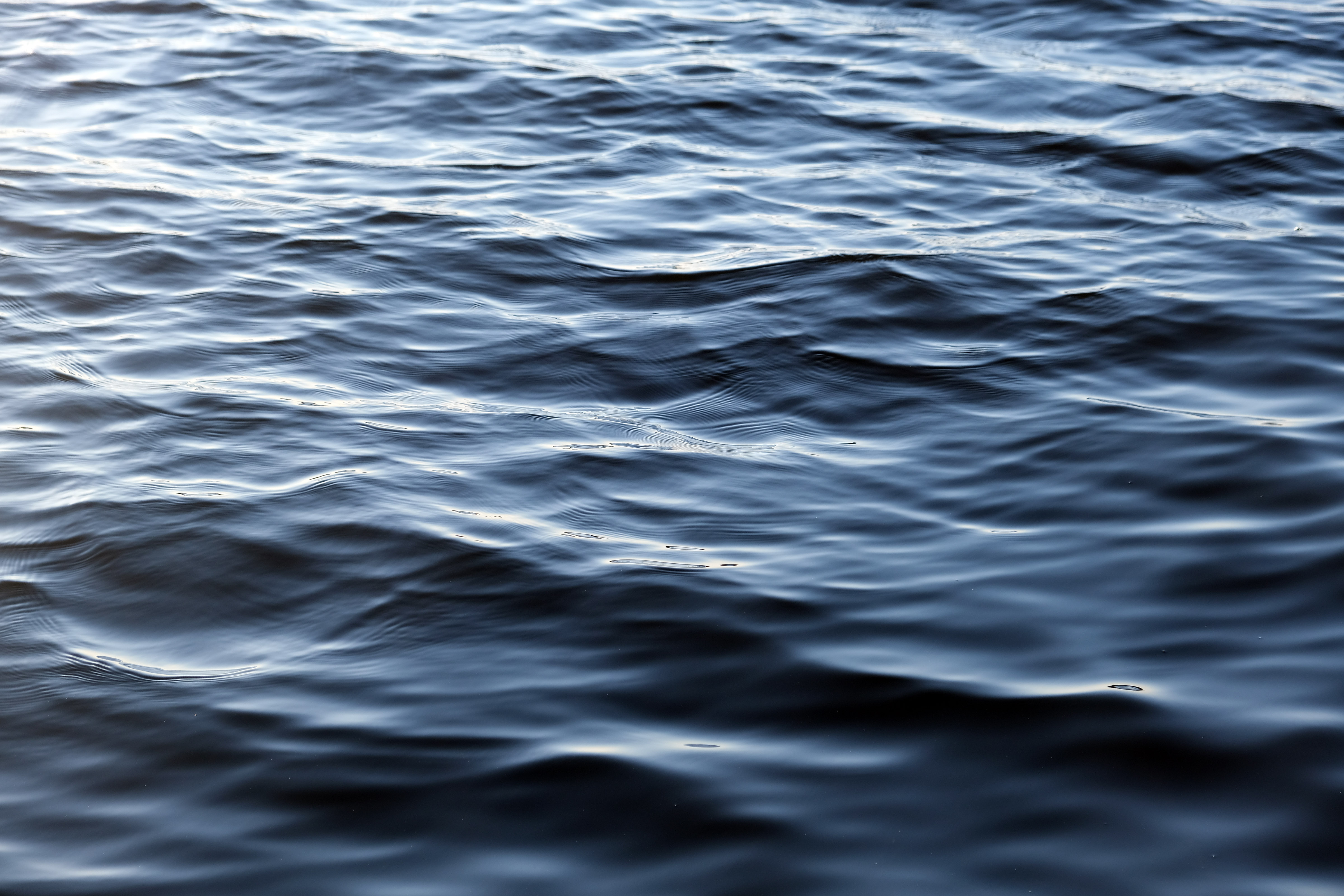
Vergängliche Textur einer gekräuselten Wasseroberfläche.
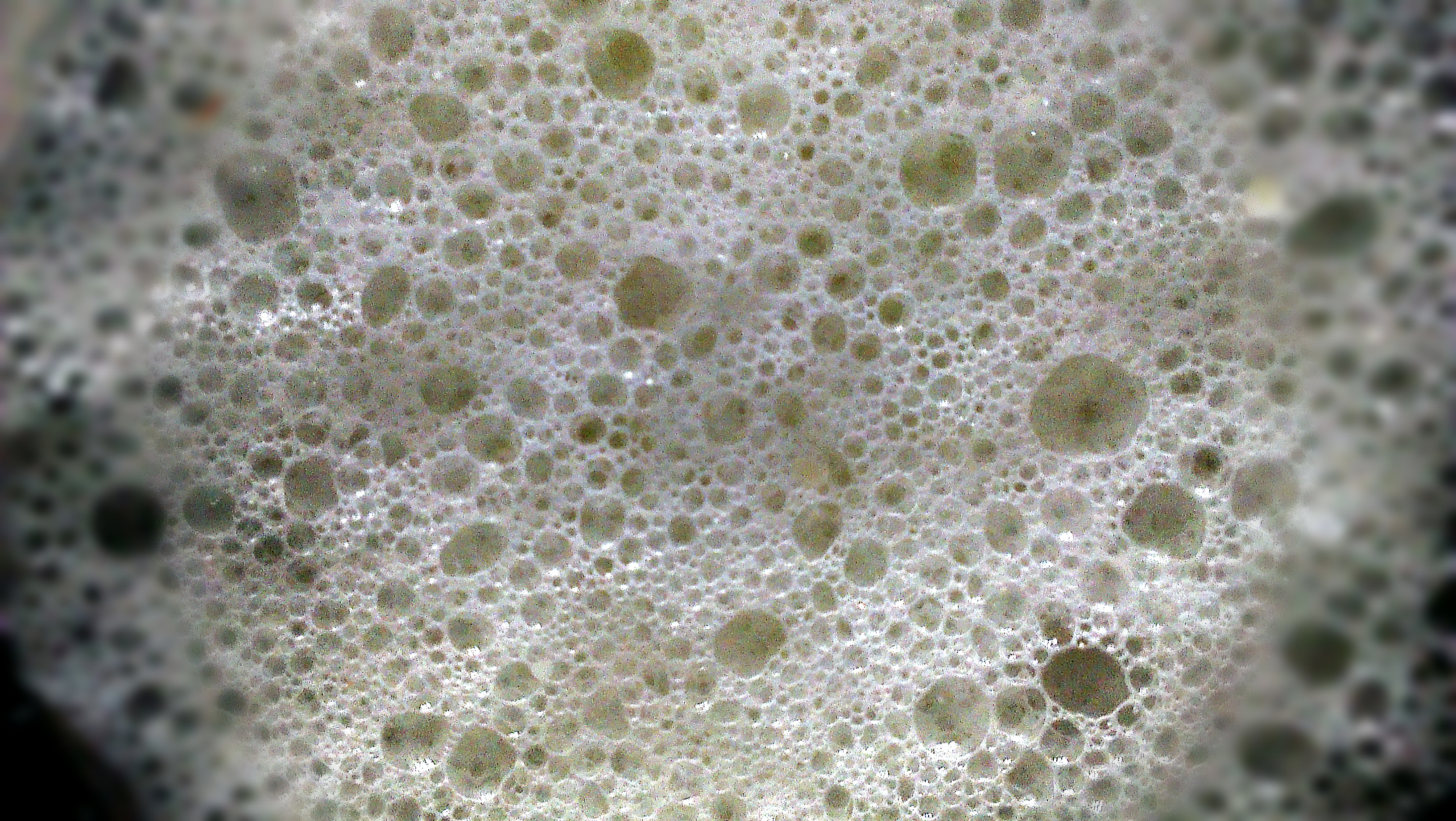
Milchschaum.
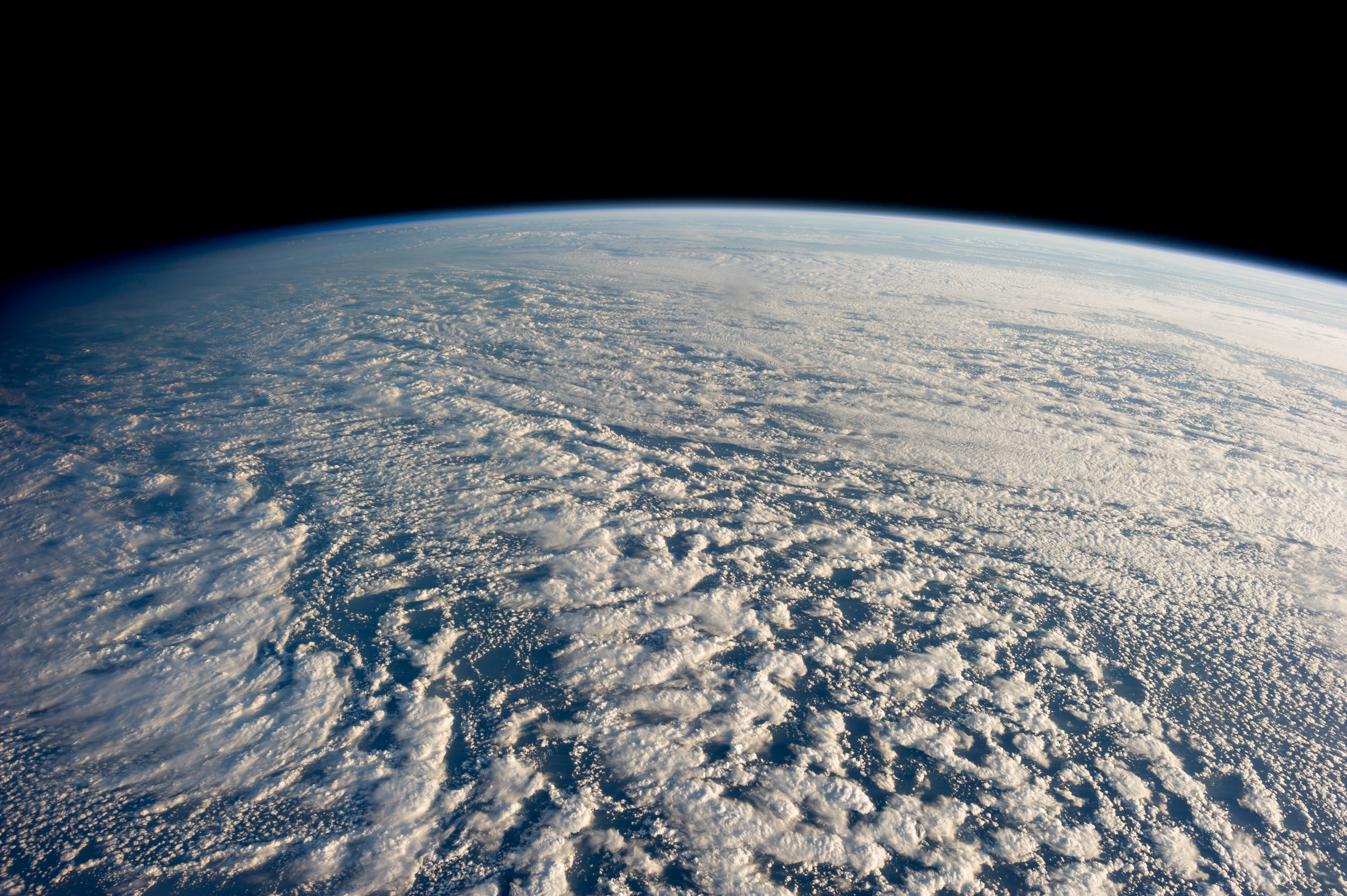
Stratocumulus-Wolken (Haufenschichtwolken) über dem Pazifischen Ozean.
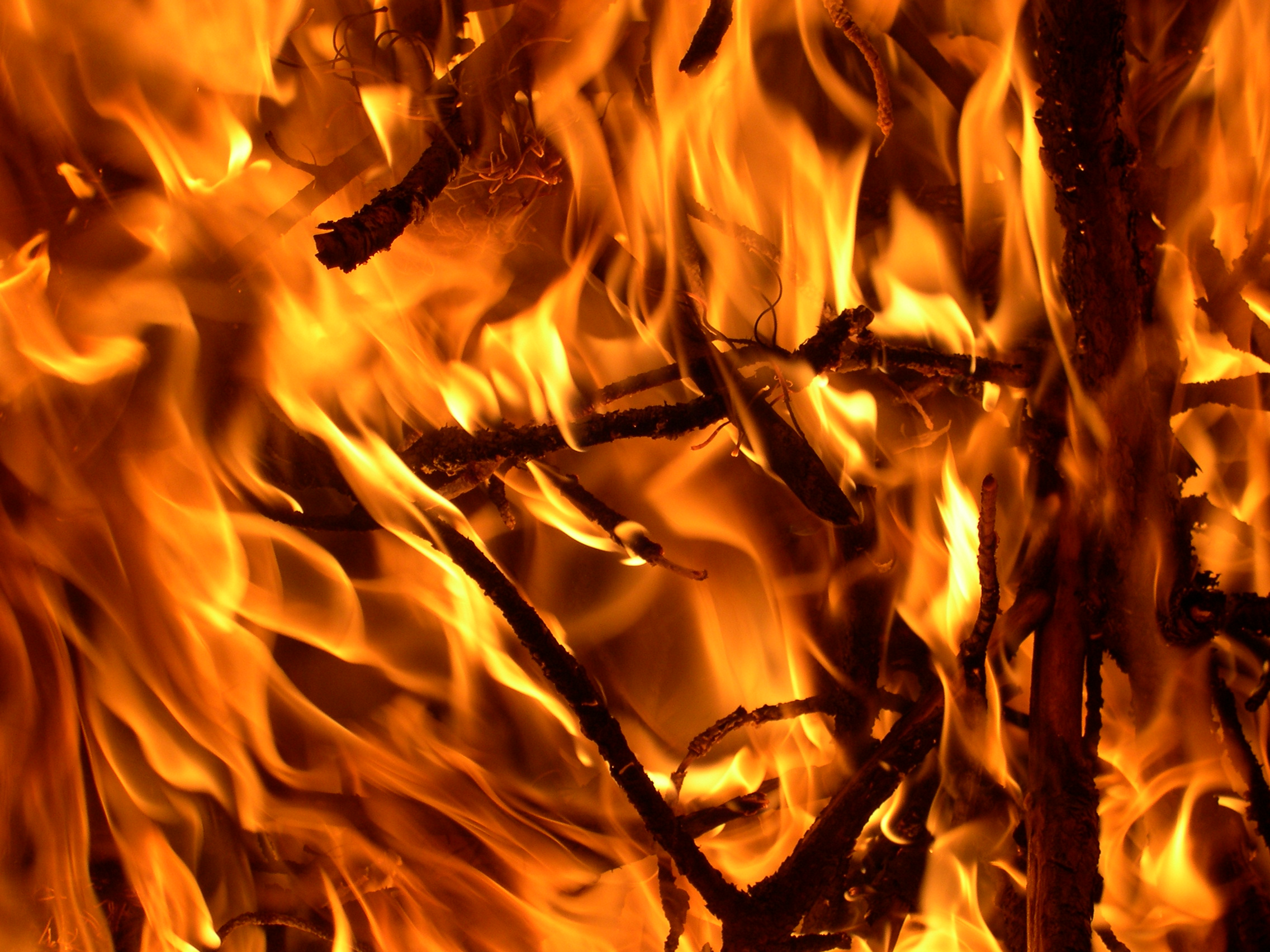
Feuer.

## Eigenschaften einer Textur
Eine Textur ist häufig glatt oder rau, hart oder weich, fein oder grob, matt oder glänzend usw. Andere Eigenschaften können sein: borstig, cremig, elastisch, flockig, gehäkelt, geschnitzt, gewellt, rissig, sauber, schaumig, schmutzig, schraffiert, staubig, verrostet u. v. m. Außerdem kann eine Textur aus gleichen, ähnlichen oder auch unterschiedlichen Grundelementen bestehen. Diese können geordnet – regelmäßig oder ungeordnet – zufällig und in unterschiedlich großen Abständen verteilt sein. Wichtig ist, dass eine gewisse räumliche Homogenität bzw. eine geometrische Repetition vorliegt.

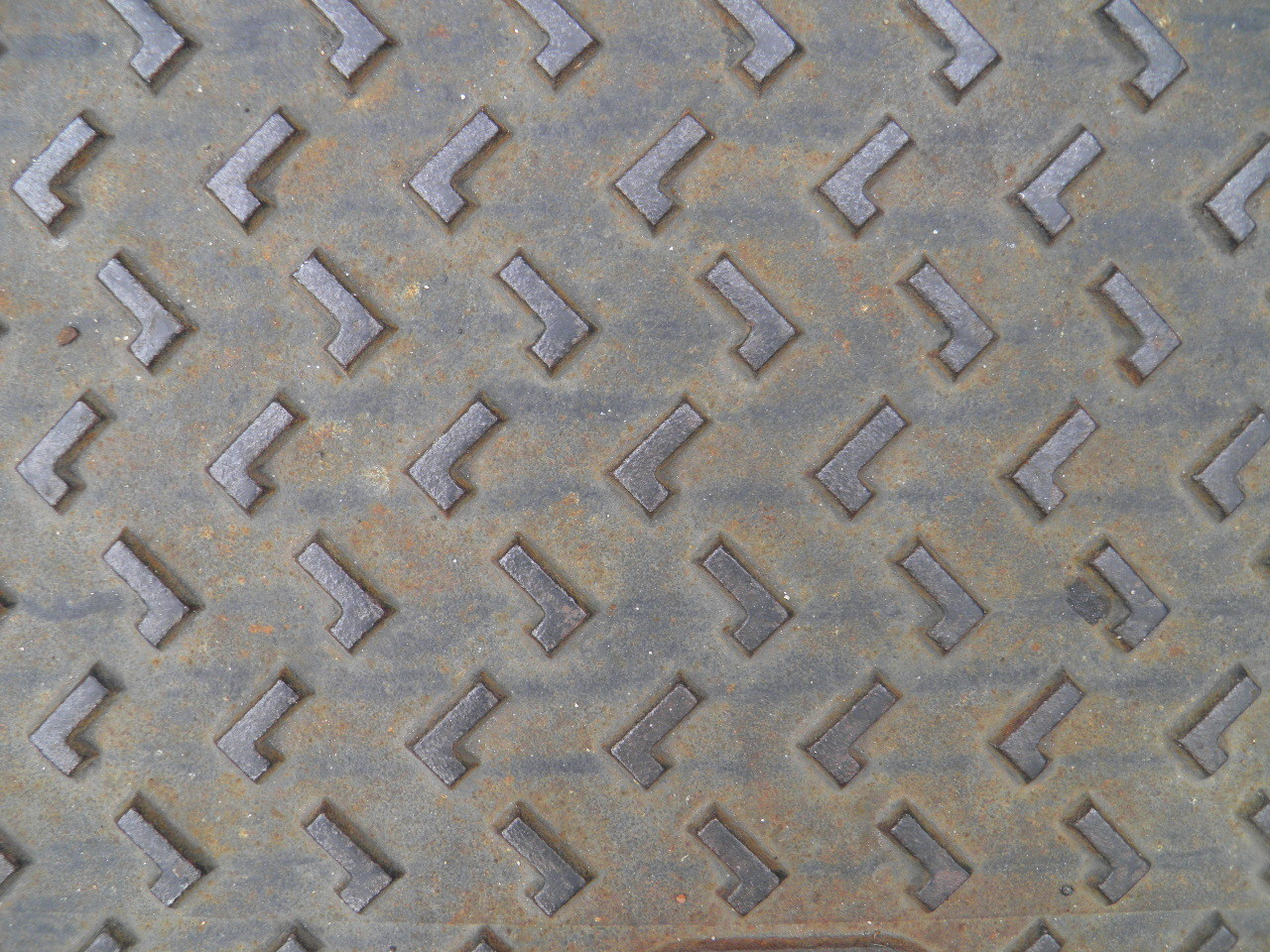
Gleiche Grundelemente in regelmäßiger Anordnung bei einem Riffelblech.
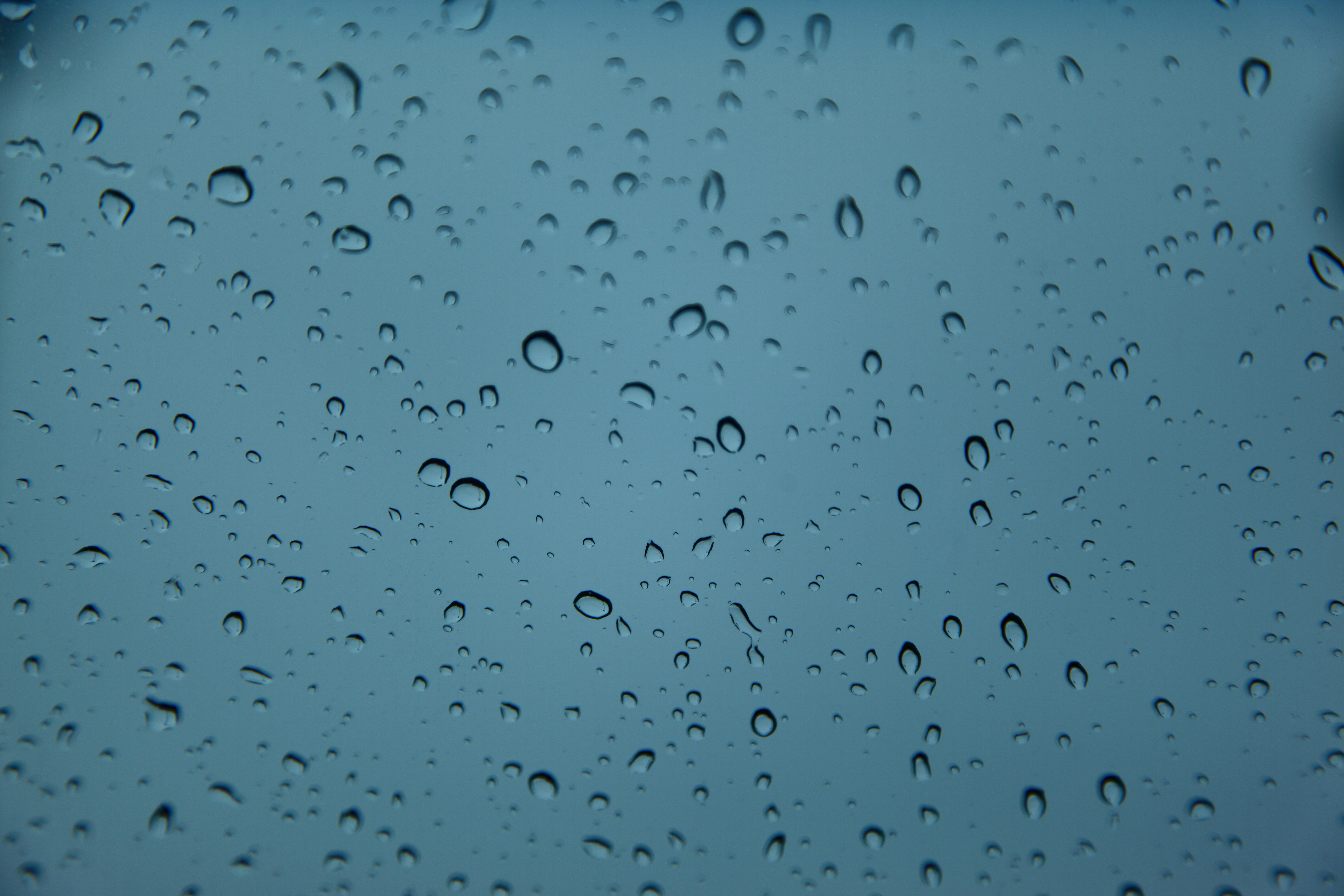
Sehr ähnliche Grundelemente (Wassertropfen) mit großen, unregelmäßigen Abständen.
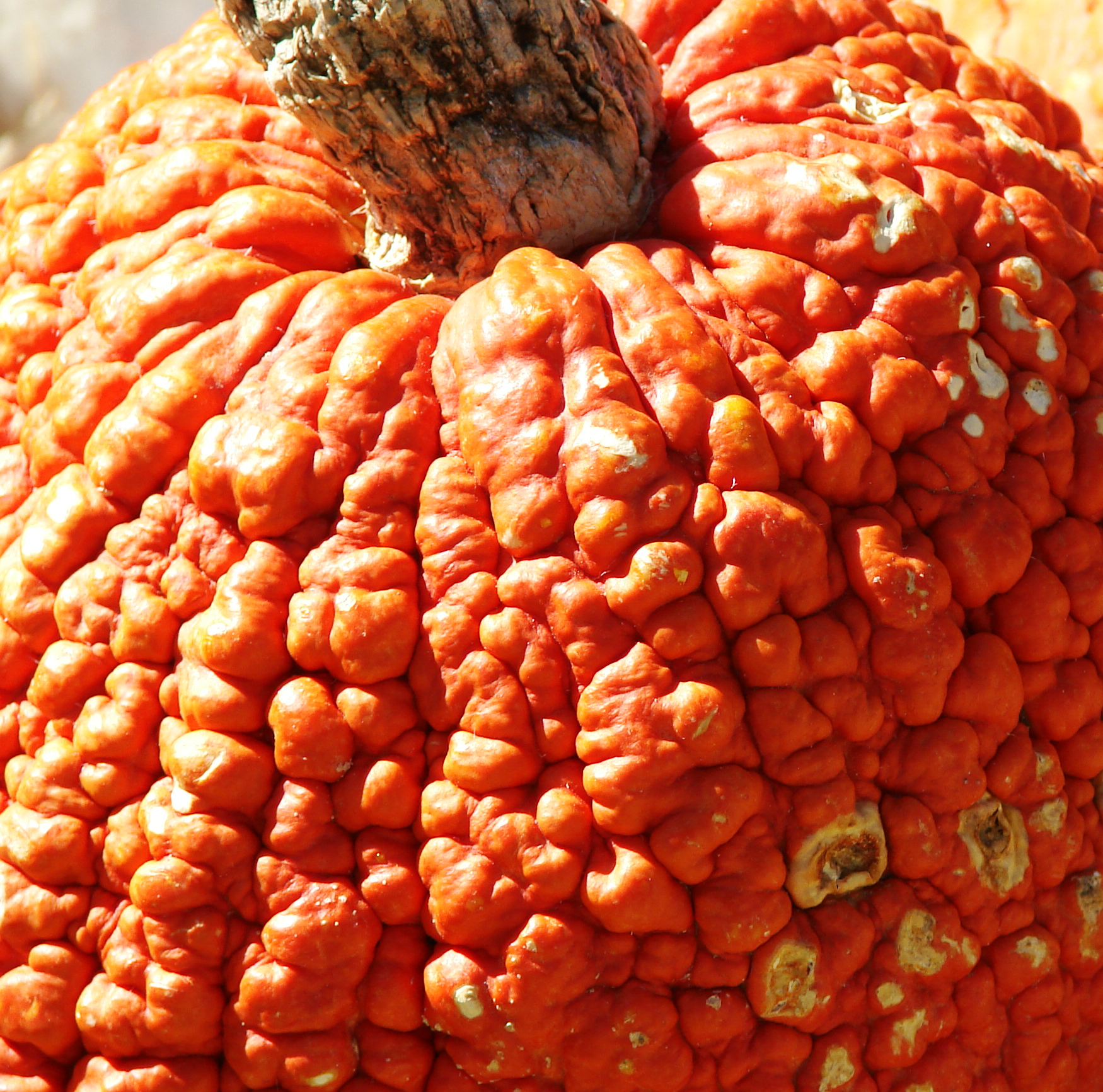
Ähnliche Grundelemente ungeordnet und lückenlos nebeneinander bei einem Kürbis.
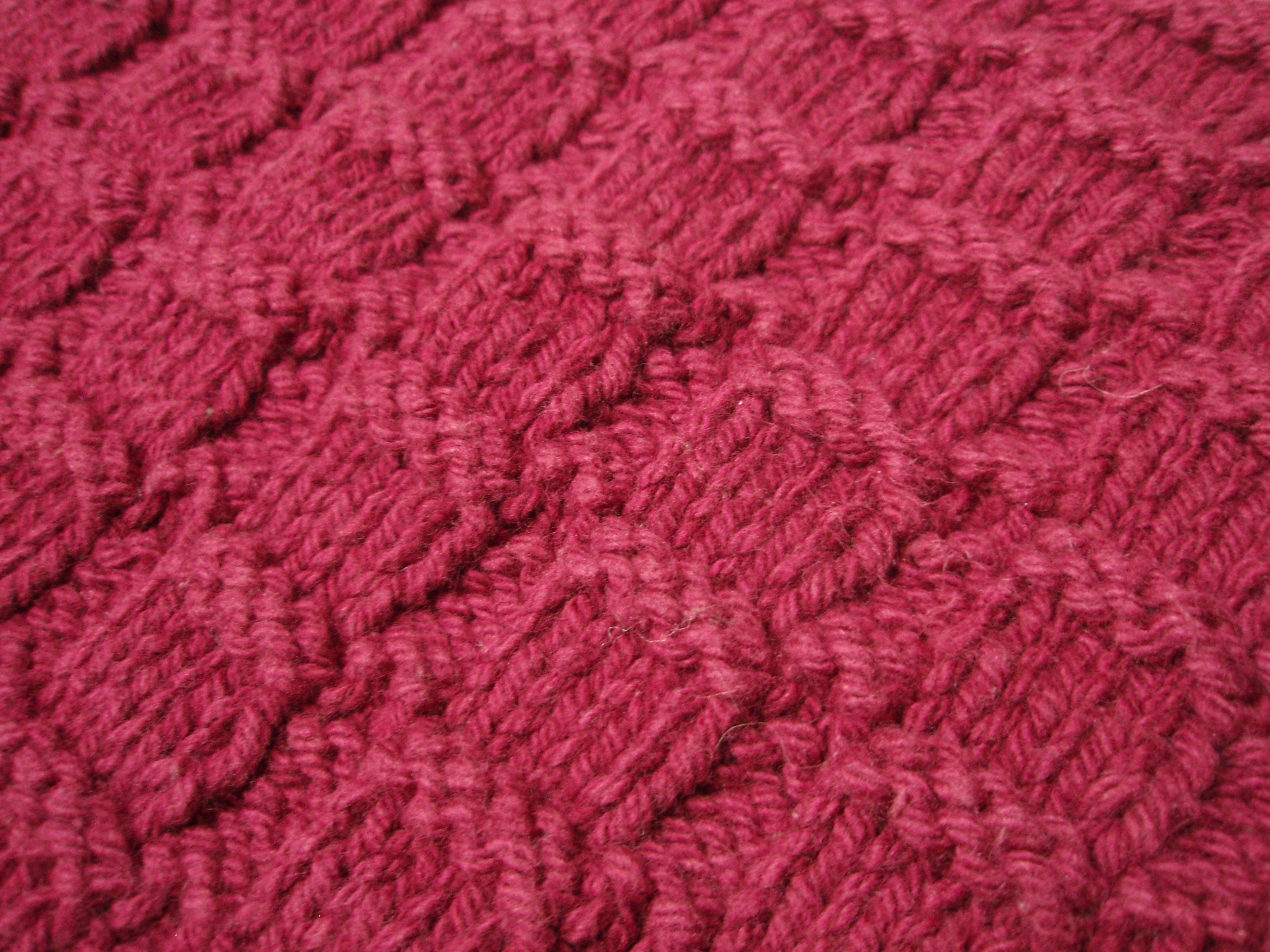
Unterschiedliche Grundelemente (rechte und linke Maschen) in regelmäßiger Anordnung bei einem „Wasserglas-Strickmuster“ (englisch: stacked barrels = gestapelte Fässer).

Am bedeutendsten wird die Textur durch das Relief bestimmt. Je nachdem, ob die Oberfläche glatt ist oder größere Höhenunterschiede aufweist, kann sich eine Licht- und Schattenbildung entfalten. Schließlich beeinflusst die Durchlässigkeit die Fühl- und Sichtbarkeit einer Texturschicht sowie der darunterliegenden Elemente. Die bereits in Materialien vorhandenen Texturmerkmale können artifiziell geändert werden (Texturanpassung bzw. in der Textilindustrie spricht man auch von Texturierung) durch Prägung, Glättung, Aufrauung oder Änderung von Mustern.

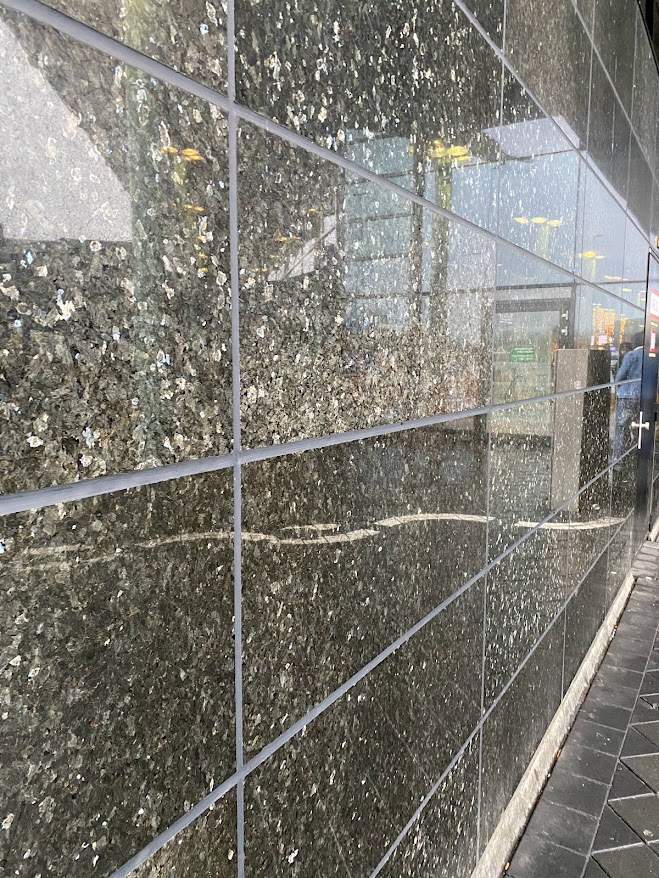
Während die physische Textur der Larvikit-Wandfliesen hochglanz-poliert ist, zeigt die visuelle Textur die körnige Struktur des Granit-ähnlichen Gesteins.
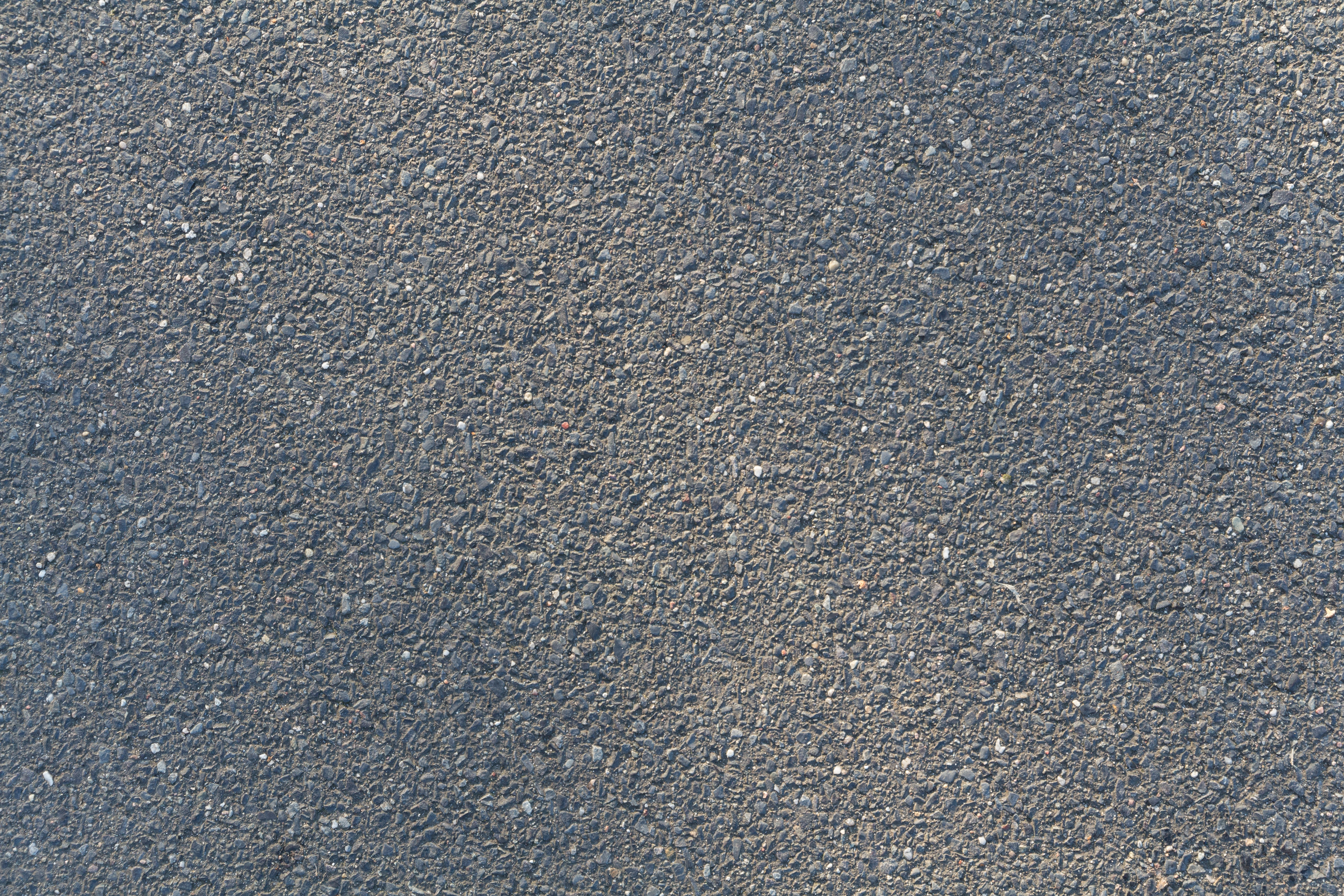
Teer-Textur mit geringen Höhenunterschieden und geringer Schattenbildung.
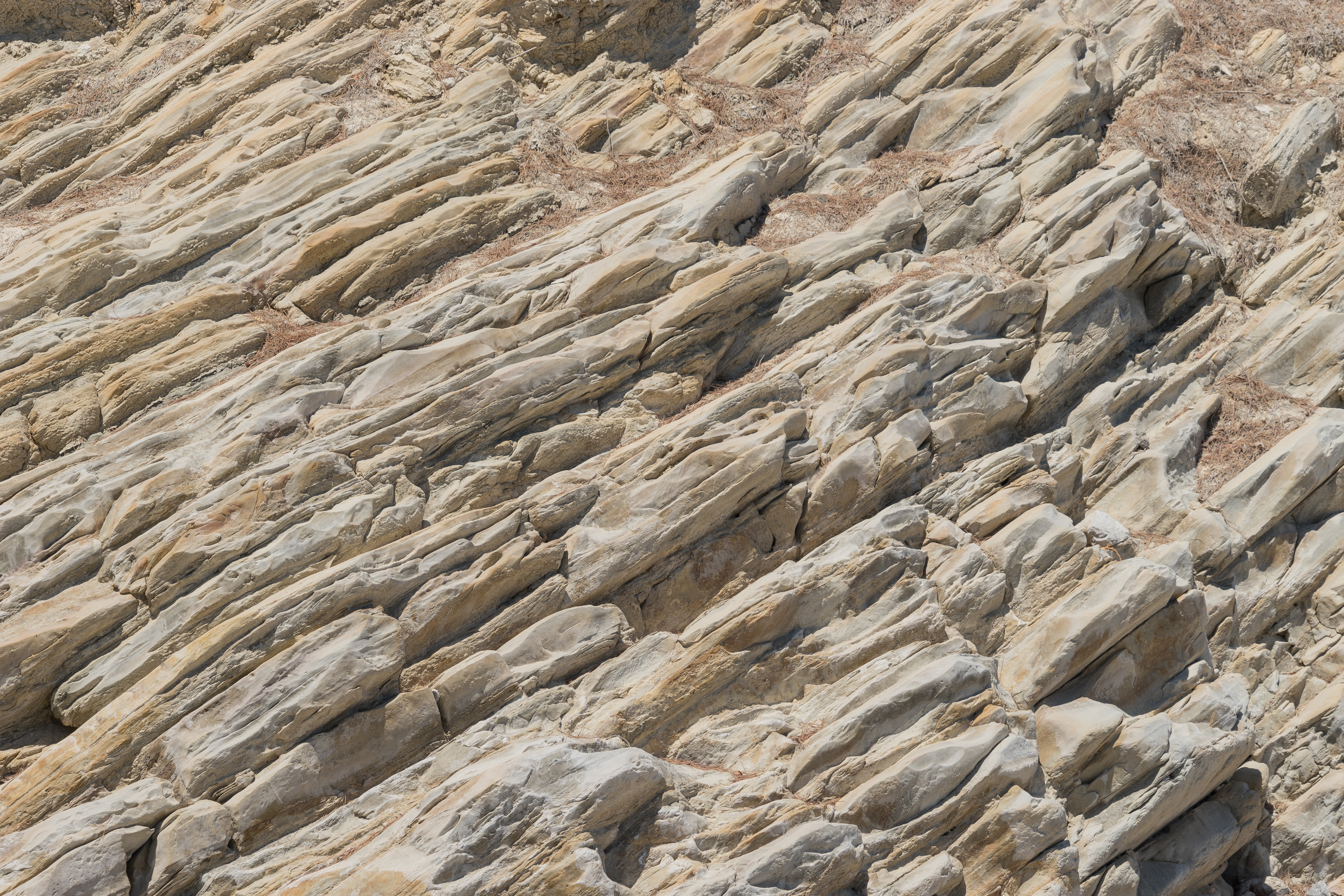
Felsen-Textur mit starker Licht- und Schattenwirkung.
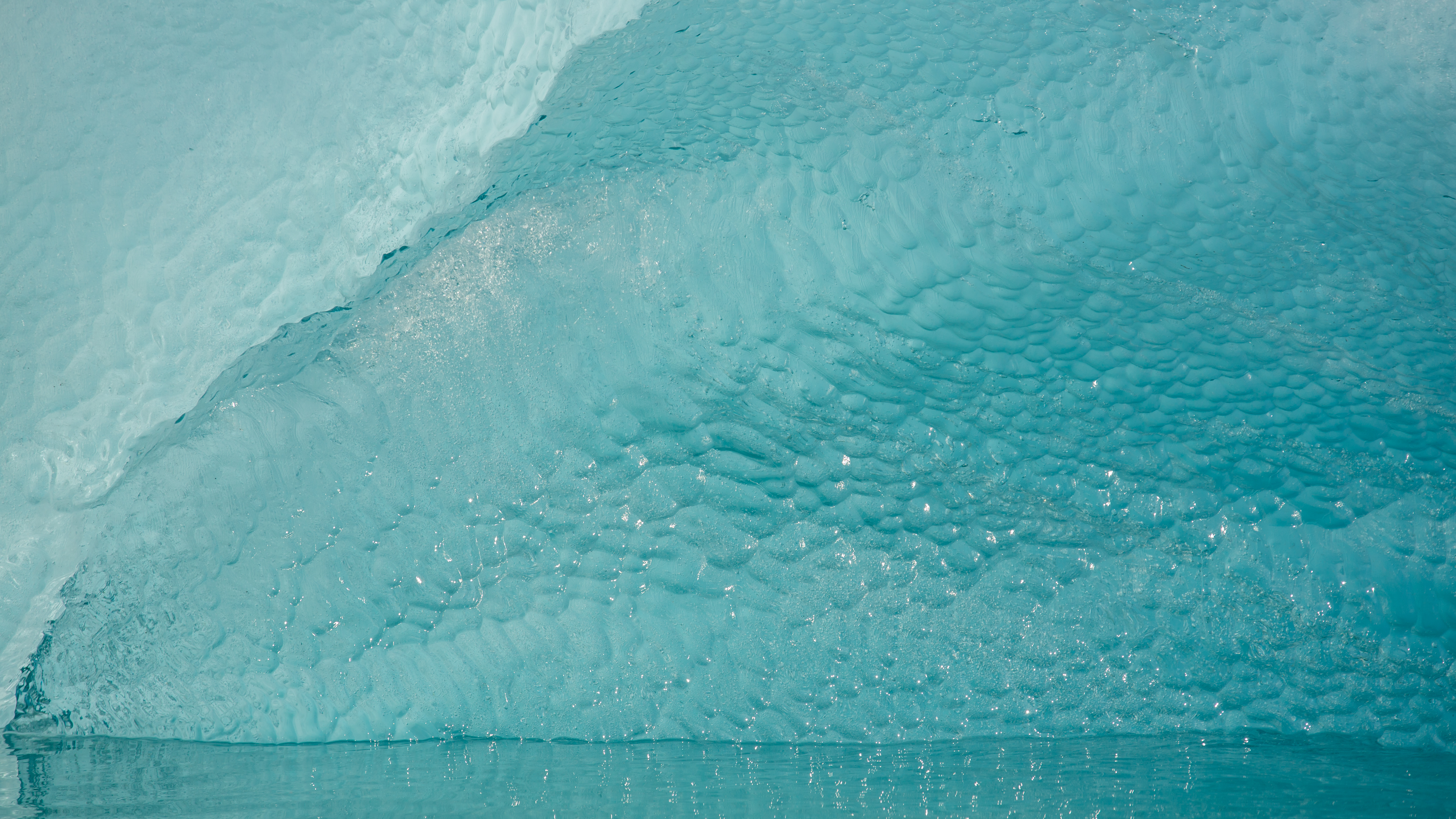
Durchscheinende Textur eines Eisbergs.
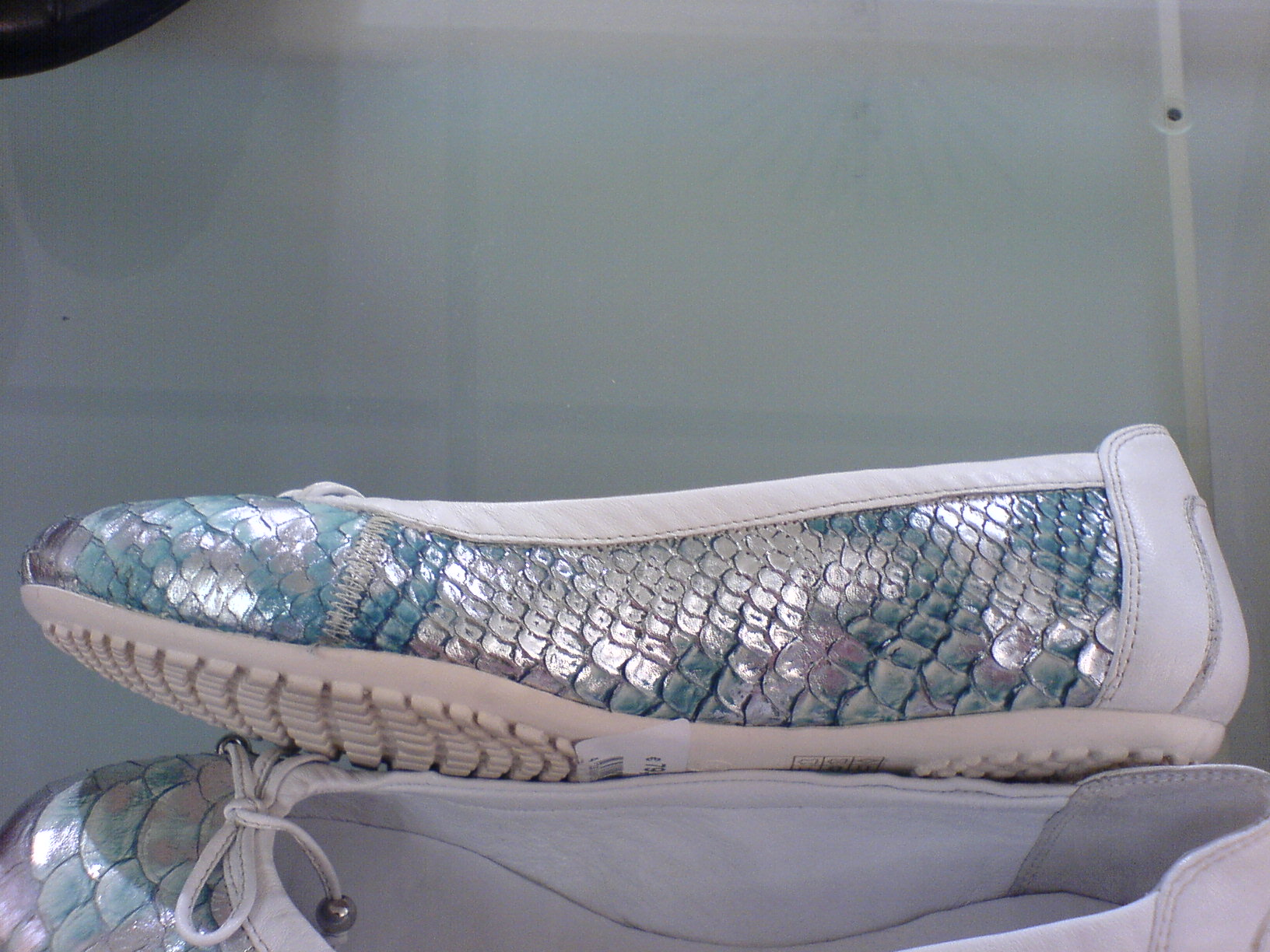
Artifiziell geänderte Textur bei einem Damenschuh mit Fischschuppen-Optik.

## Textur in virtuellen Darstellungen

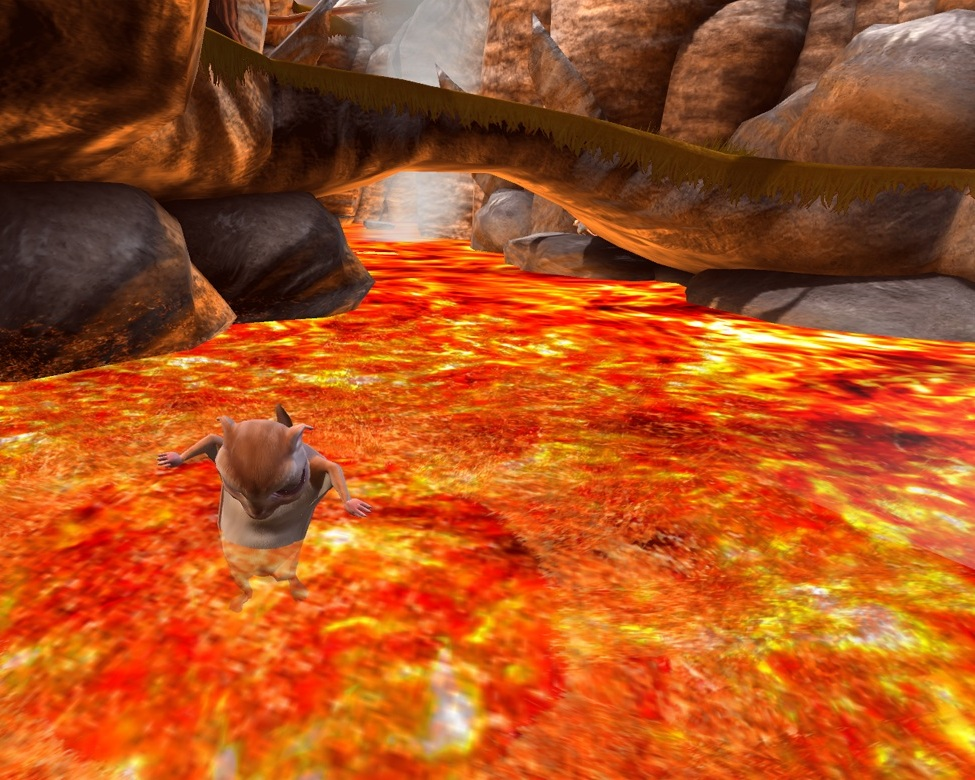
Textur von Lava und Gestein in einem Computerspiel

Bei der dreidimensionalen Darstellung in Software, wie Computersimulationen in Spielen oder CAD-Anwendungen, kommt der Textur eine bedeutende Rolle zu, um den Realismus zu erhöhen.